# Фузік Євген Володимирович
Євге́н Володи́мирович Фу́зік — старший солдат Збройних сил України.

## З життєпису
Здобув неповну вищу освіту в Інституті фізичного виховання та спорту. Працював у Києві — начальник відділу продажів, компанія «Спортсамміт».
Мобілізований у кінці березня 2014-го. В часі боїв за Донецький аеропорт зазнав поранення біля селища Спартак — під час нічного штурму поранений у ногу, подробило п'ять кісток, перебило сухожилля.

## Нагороди
За особисту мужність, сумлінне та бездоганне служіння Українському народові, зразкове виконання військового обов'язку відзначений — нагороджений
- 15 вересня 2015 року — орденом «За мужність» III ступеня.